# Mészáros József (matematikus)
Mészáros József (Budapest, 1958. július 17. –) matematikus, szociológus, 2017-2021 között a Magyar Államkincstár elnöke, a Barankovics István Alapítvány kuratóriumának elnöke, a Nyíregyházi Egyetemet fenntartó alapítvány kuratóriumi elnöke, a Károli Gáspár Református Egyetem Gazdaságtudományi, Egészségtudományi és Szociális Kar dékánja.

## Élete és munkássága
Református neveltetést kapott. Az egyetemre is a fővárosban járt. 1982-ben az Eötvös Loránd Tudományegyetemen szerezte meg matematikusi, majd 1985-ben szociológusi diplomáját. 1986-tól az MTA Szociológiai Intézetében, valamint a Budapesti Műszaki Egyetem Szociológiai Tanszékén kezdett el dolgozni. A rendszerváltozás éveiben éppen az Osnabrücki Egyetemen(de) vett részt doktori képzésben, de már előtte is aktív tagja volt az értelmiségi szervezkedésnek. Lakásában ún. repülő egyetemeket tartottak. Külföldi tanulmányútja után hazatérve a Surján László, korabeli KDNP elnök által vezetett Népjóléti Minisztériumban alkalmazták.
1994-ben visszatért az egyetemi világba, a BME Szociológia Tanszékének docense lett. 1998-ban az Országos Nyugdíjbiztosítási Főigazgatóság főigazgató-helyettese, majd 2000-től főigazgatója. 2002-től ismét a egyetemi katedrákon tanít, a BME mellett a Nyugat-magyarországi Egyetem Geoinformatikai Karának tanára is. 2010-ben ismét főigazgatói kinevezést kapott az ONYF élére. 2017-2021. között a Magyar Államkincstár elnöke. 2021-től egyetemi tanár a Károli Gáspár Református Egyetemen, ahol 2022-től a Gazdaságtudományi, Egészségtudományi és Szociális Kar dékánja.
A politikai tevékenységet a KDNP-ben fejt ki. A Giczy György elnöksége idején kirobbant vitákkor őt is kizárták a pártból, egyik alapítója lett a Magyar Kereszténydemokrata Szövetségnek. Később, miután a KDNP Legfelsőbb Bíróság-i döntés hatására helyreállt, visszatért a pártba, amelynek 2006-os választási programjának szerkesztője is volt. Szoros barátságba került az egykori DNP-képviselő Kovács K. Zoltánnal, amelynek révén belefolyt a Barankovics Istvánról elnevezett alapítvány munkájába. Amikor 2006-ban a Barankovics István Alapítvány hivatalosan is a KDNP pártalapítványa lett, őt választották a kuratórium élére, amelyet jelenleg is vezet.
2021-ben elnyerte a Magyar Érdemrend parancsnoki keresztje kitüntetést.

## Művei
- Településszociológia. Szöveggyűjtemény; szerk. Krémer András, Mészáros József; Budapesti Műszaki Egyetem Építészmérnöki Kar, Bp., 1991
- Mészáros József–Szakadát István: Választási eljárások, választási rendszerek; BME, Bp., 1993 (A BME Szociológia Tanszék kiadványai)
- Mészáros József–Szakadát István: Magyarország politikai atlasza; angolra ford. Owolabi Olu; Konrad Adenauer Alapítvány Budapesti Képviselete, Bp., 1995 (Alapítványi kiadványok)
- Mészáros József–Szakadát István: Parlamenti képviselői helyek megoszlásának becslése közvéleménykutatási adatok alapján; Tárki, Bp., 1998 (Tárki társadalompolitikai tanulmányok)
- Mészáros József–Szakadát István: Magyarország politikai atlasza, 1998; Osiris, Bp., 1999
- Játékelmélet; Gondolat, Bp., 2003
- Banyár József–Mészáros József: Egy lehetséges és kívánatos nyugdíjrendszer; Gondolat Kiadói Kör, Bp., 2003
- Racionális egyének és a közjó. Társadalompolitikai tanulmányok; Gondolat, Bp., 2006
- Bevezetés a társadalmi választások elméletébe; 2. jav. kiad.; Gondolat, Bp., 2008
- Banyár József–Mészáros József: A possible and desirable pension system (Egy lehetséges és kívánatos nyugdíjrendszer); Social Science Monograph–Center for Hungarian Studies and Publications–Gondolat, Boulder–Wayne–Bp., 2009
- Elméletek, hipotézisek, mérések, adatok. Módszertani tanulmányok; Gondolat, Bp., 2010
- A krízis mint esély. Andorka-konferencia; szerk. Mészáros József, Harcsa István; Barankovics István Alapítvány–Gondolat, Bp., 2010
- Life-cycles and pension systems. A report of the conference of the Central Administration of National Pension Insurance in Hungary. The conference held in Budapest, on 6th and 7th May 2011; szerk. Mészáros József; Gondolat, Bp., 2011 (Társadalombiztosítási könyvtár)
- Helyzetkép a népesség egészségi állapotáról. Andorka-konferencia; szerk. Mészáros József, Harcsa István; Barankovics István Alapítvány–Gondolat, Bp., 2011
- Pensions adequacy and sustainability. Report of the conference of the Central Administration of National Pension Insurance organised in cooperation with the Ministry for Human Resources and the Ministry for National Economy held in Budapest, on 20th September 2013; szerk. Mészáros József; Gondolat, Bp., 2013 (Társadalombiztosítási könyvtár)
- Pension systems in the crisis: response and resistance. Report of the conference of the European Institute of Social Security organised in cooperation with the Central Administration of National Pension Insurance, held in Budapest, on 20th and 21th September 2012; szerk. Mészáros József; Gondolat, Bp., 2013 (Társadalombiztosítási könyvtár)
- European pension system: fantasy or reality. Report of the conference of the Central Administration of National Pension Insurance organised in cooperation with the International Social Security Association European Network held in Budapest, on 19th September 2014; szerk. Mészáros József; Gondolat, Bp., 2014 (Társadalombiztosítási könyvtár)